# Reginald Vospernik
Reginald Vospernik (* 9. Mai 1937 in Föderlach) ist ein Kärntner slowenischer Pädagoge und war Direktor des Bundesgymnasiums und Bundesrealgymnasium für Slowenen (Zvezna gimnazija in Zvezna realna gimnazija za Slovence) in Klagenfurt.

## Leben
Reginald Vospernik stammt aus einer slowenischen Familie in Wernberg. Sein Onkel Matija Vospernik war gegen Ende der Habsburgermonarchie Bürgermeister der Gemeinde, der auf einer slowenischen Liste gewählt worden war. Janez Vospernik war Gründungsmitglied des slowenischen Genossenschaftsverbandes in Klagenfurt. Aufgrund ihres Engagements war die Familie bereits vor der Kärntner Volksabstimmung 1920 Repressionen ausgesetzt, die am 14. April 1942 gipfelten, als die Familie und mit ihr der damals fünfjährige Reginald Vospernik in Kollektivhaft zum Staatsfeind erklärt und zur Zwangsarbeit ins Reich deportiert wurde.
Reginald Vospernik besuchte später das Gymnasium am Tanzenberg, wo traditionell zahlreiche Slowenen ihre Gymnasialausbildung erhielten (so Florjan Lipuš ebenso wie Peter Handke). In Tanzenberg wirkte er in der Katoliška slovenska dijaška družina, der katholischen slowenischen Schülerfamilie aktiv mit, welche die Schülerzeitung Kres (das Sonnwendfeuer) herausbrachte.
Vospernik studierte in Wien Slawistik und Germanistik und promovierte 1961. Im selben Jahr wurde er zum Lehrer am Bundesgymnasium für Slowenen in Klagenfurt berufen. Zwischen 1978 und 2000 war er dessen Direktor. In Klagenfurt unterrichtete er auch an der Pädagogischen Akademie sowie an der Universität. Zwischen 1978 und 1998 leitete er die Gemeinschaft der Slowenisten und war Kommissionsmitglied an der Universität für Volks-, Haupt-, polytechnische und Sonderschulen.
Vospernik ist Vater dreier Kinder, darunter der Journalistin Cornelia Vospernik.

## Politische Funktionen
Reginald Vospernik war aktives Mitglied des Rates der Kärntner Slowenen (NSKS), 1962–1968 dessen Sekretär, 1968–1972 dessen Vorsitzender und 1972–1976 dessen stellvertretender Vorsitzender.
Als Vertreter des Rates war er aktiv tätig innerhalb der Föderalistischen Union Europäischer Volksgruppen (FUEV) und deren Vorsitzender zwischen 1982 und 1986.

## Wissenschaftliche und populärwissenschaftliche Tätigkeit
Reginald Vospernik war durchgehend auch wissenschaftlich aktiv und publizierte Beiträge in slowenischen sowie in deutschsprachigen Medien zu Fragen der slowenischen Volksgruppe in Österreich sowie zu deren literarischen und kulturellen Schaffen.
Von 1984 bis 1994 war er Herausgeber der slowenischen Literaturzeitschrift Celovški zvon (Klagenfurter Glocke). Er war Mitautor einer Anthologie Kärntner slowenischen Schrifttums (Das slowenische Wort in Kärnten - Slovenska beseda na Koroškem (Dunaj 1985)), Herausgeber der Jahresberichte des Bundesgymnasiums für Slowenen in Klagenfurt sowie Herausgeber des Sammelbandes zum 40-jährigen Bestehen dieser Institution im Jahre 1997.

## Werke (Auswahl)
- Das slowenische Wort in Kärnten. Schrifttum und Dichtung von den Anfängen bis zur Gegenwart/ Slovenska beseda na Koroškem . Österr. Bundesverlag, Wien 1985 ISBN 3-215-04304-1.
- Reginald Vospernik: Kronika Vospernikovih – Chronik der Familie Vospernik, Eigenverlag, Podravlje 2006;
- Reginald Vospernik: Zweimal aus der Heimat vertrieben – Die Kärntner Slowenen zwischen 1919 und 1945 – Eine Familiensaga, Klagenfurt/Celovec, 2011.